# Creep 2
Creep 2 è un film del 2017 diretto da Patrick Brice.
Film horror psicologico/thriller found footage americano sceneggiato dallo stesso regista Brice e da Mark Duplass, l'attore protagonista. È il sequel del film Creep del 2014, sempre dello stesso regista. Duplass riprende il ruolo del primo film come un serial killer che attira ignari operatori video fino alla morte, con Desiree Akhavan che interpreta la regista del suo ultimo documentario.
Il film è stato presentato in anteprima mondiale allo Sitges Film Festival il 6 ottobre 2017 ed è stato distribuito il 24 ottobre 2017 da The Orchard. Come il suo predecessore, anche Creep 2 è stato acclamato dalla critica, con molti elogi incentrati sulla scrittura del film, l'atmosfera, l'umorismo nero e le interpretazioni dei protagonisti. Sebbene Brice abbia  confermato che ci sarà un sequel, attualmente noto come Creep 3 . Nel 2024 è stata confermata da Mark Duplass la realizzazione di una serie TV intitolata The Creep Tapes, da considerarsi come terzo capitolo del franchise. La serie di 6 episodi è stata trasmessa in prima visione sui canali streaming Shudder e AMC+ on November 15, 2024. 

## Trama
Un prolifico serial killer, usando il nome "Aaron" di una precedente vittima, si ritrova insoddisfatto delle sue uccisioni e sta attraversando una crisi di mezza età. Quando il suo ultimo annuncio per un operatore video attira la YouTuber Sara nella sua remota baita, Aaron cambia approccio ammettendo di essere un serial killer che lascerà vivere Sara per le prossime 24 ore se registra un documentario sulla sua vita. Sara, che produce una serie web senza successo sugli eccentrici clienti di Craigslist, accetta la richiesta di Aaron perché non crede alla sua rivelazione e vede il documentario come un'opportunità per attirare l'attenzione sulla sua serie.
Nel corso della giornata, Aaron lotta per intimidire Sara, che gioca con le sue varie eccentricità. Mentre Sara continua a dubitare che Aaron sia un serial killer, Aaron la informa che intende concludere il documentario facendosi uccidere da lei. Alla fine riesce a inorridire Sara mettendo in scena un tentativo di suicidio, che quasi la fa andare via. Tuttavia, dopo che Aaron le rivela che la sua vita non fosse mai stata in pericolo, Sara resta ed inizia a sentire Aaron condividere dettagli intimi su di sé, culminando con il bacio tra i due.
Aaron porta Sara fuori per annunciare che il documentario finirà con loro che si suicidano insieme. Sara tenta di scappare quando vede Aaron pugnalarsi allo stomaco, ma Aaron la accoltella e la trascina in una fossa aperta che ha scavato. Mentre Aaron fa un monologo di chiusura, una Sara ancora viva emerge dalla tomba e lo colpisce alla nuca con una pala prima di fuggire. 
Successivamente, Sara viene registrata in pubblico da un individuo non identificato che fischia una melodia ascoltata nei video di Aaron. Quando Sara nota l'individuo che la sta filmando, il video si interrompe bruscamente.

## Produzione
Nel marzo 2014, è stato annunciato che Duplass aveva in programma di trasformare il film in una trilogia, con RADiUS-TWC che produceva e distribuiva film e la produzione si sarebbe svolta nel corso dell'anno. Nel Febbraio 2015, Duplass ha dichiarato che la produzione non era iniziata a causa di problemi con la programmazione. Nell'Agosto 2016, Duplass ha iniziato a provare i costumi per il film. Quello stesso mese, Brice ha confermato che il sequel stava andando avanti.
Le riprese principali del film sono iniziate a Settembre del 2016.

## Distribuzione
È stato presentato in anteprima mondiale allo Sitges Film Festival il 6 ottobre 2017.  Il film è stato distribuito tramite video on demand il 24 Ottobre 2017. È stato distribuito tramite Netflix negli Stati Uniti il 23 Dicembre 2017.
Mentre in Italia è uscito direttamente per l'Home Video, nonostante il primo film (Creep) sia arrivato per la prima volta in Italia su Netflix in lingua originale con sottotitoli in italiano nell'anno 2021.

## Accoglienza
Sul sito web aggregatore di recensioni Rotten Tomatoes, il film ha un punteggio di approvazione del 100% basato su 25 recensioni, con una valutazione media di 7,1/10. Il consenso del sito recita: " Creep 2 ha tutto ciò che ha reso il lavoro originale e altro ancora: più risate, più imbarazzo e più inquietante".  Su Metacritic, il film ha un punteggio di 75 su 100, basato su 5 critici, indicando "recensioni generalmente favorevoli".  Kimberley Elizabeth di Nightmare on Film Street ha definito il film "ipnoticamente inquietante", assegnandogli un punteggio di 4/4.  Mike Sprague di JoBlo.com ha affermato che il film è "tanto inquietante e divertente quanto l'originale" assegnandogli un punteggio di 8/10.